# Спогади. Вдови
«Спогади. Вдови» (рос. Воспоминания. Вдовы) — картина радянського художника Віктора Попкова. Була написана у 1966 році, належить до циклу картин «Мезенські вдови», створеного художником у 1960-х роках.

## Історія
До створення циклу «Мезенські вдови» художника спонукали враження від безлюдності сіл на півночі Росії, куди він часто виїжджав влітку. До цього циклу належить картина «Спогади. Вдови». У селі на річці Мезень одного разу художник зупинився в будинку самотньої старої жінки, де спостерігав сцену, зображену на картині. До господині прийшли подруги і стали згадувати свої молоді роки. Віктор Попков писав:
«<…> отямившись, ясно побачив всю сцену, котра зрушила і час, і простір, і їх життя, і моє життя, і життя загиблих дорогих людей <…> Боже мій! Адже у всій хаті тільки вони, скривджені війною в саму молодість — тепер уже старі вдови. І тільки я, випадкова людина, один свідок їх баб'ячої, проклятої, самотньою долі. Все їх життя, вся молодість пропливала зараз у мене перед очима. Залишилися тільки спогади.»
Художник одразу зробив лінійний ескіз до майбутньої картини, а пізніше також зробив малюнок господині дому, яка стала центральним персонажем картини. Жінки, зображені на картині, судячи з їх віку — це не тільки вдови німецько-радянської війни, а й громадянської війни у Росії та Першої світової. Мистецтвознавець Ольга Яблонська говорить щодо полотен циклу:
«<…> це не про село. І навіть не про місто і село. Це про час і про війну. Про, щонайменше, три покоління російських вдів, чиїх наречених і чоловіків пожерли три війни: напівзабута Імперіалістична, Громадянська, що не розбирала своїх і чужих, Велика Вітчизняна, що досі не злічила своїх жертв. Зображені на цих полотнах старі — це не конкретні вдови Вітчизняної: ті в шістдесяті були зовсім не так вже й старі. Це жінки різного віку і різних поколінь, кожну з яких ще в юності перетворила на стару та чи інша війна — позачасові символи невідбутного жіночого горя.»

## Опис
Рясне використання відтінків червоного в контрасті з сірим надає полотну внутрішнього драматизму. За словами художника, в побудові фігур він запозичив форму квітки:
«Композиційна побудова картини була ясною одразу. За основу я взяв схему побудови квітки — півонії або щось на зразок цього, де низ плавний, спокійний (у мене низ суконь), а пелюстки гострі вгорі і відокремлені одна від одної (у мене верх фігур). Вся градація червоних суконь розігрується на чорно-безбарвному тлі».
Всі вдови одягнені в червоне, але колірний акцент зроблений на центральній фігурі. Ця висока і худорлява жінка стоїть, безнадійно опустивши руки і схиливши голову, обличчя звернене до глядачів. Вона немов запитує: навіщо було це життя?
Для інших вдів використані різні відтінки червоного кольору — прийом допомагає передати різність думок і характерів, різність історій вдів.